# Берк, Ричард Энтони
Ри́чард Э́нтони Берк (англ. Richard Anthony Burke SPS, 19 февраля 1949 года, Клонмел, Ирландия) — католический прелат, епископ Варри с 3 марта 1997 года по 24 декабря 2007 год, архиепископ Бенин-Сити с 24 декабря 2007 года по 31 мая 2010 го, член монашеской миссионерской конгрегации «Общество святого Патрика для зарубежных миссий».

## Биография
Ричард Энтони Берк родился в ирландском городе Клонмел. 1 октября 1971 года Ричард Энтони Берк вступил в монашескую миссионерскую конгрегацию «Общество святого Патрика для зарубежных миссий». 7 июня 1973 года был рукоположён в диакона и 18 мая 1975 года — в священника.
6 декабря 1995 года Римский папа Иоанн Павел II назначил Ричарда Энтони Берка вспомогательным епископом Варри. 6 января 1996 года в Риме в соборе святого Петра состоялось рукоположение Ричарда Энтони Берка в епископа, которое совершил Римский папа Иоанн Павел II в сослужении с секретарём Конгрегации по делам епископов титулярным архиепископом Форум-Новума кардиналом Джованни Баттистой Ре и вице-секретарём Папского совета справедливости и мира титулярным архиепископом Аполлонии Иллирийской кардиналом Хорхе Марией Мехиа.
24 декабря 2007 года Ричард Энтони Берк был назначен архиепископом Бенин-Сити и апостольским администратором епархии Вари (эту должность он исполнял до 29 мая 2010 года).
31 мая 2010 года подал в отставку.